# Nicola Spaldin
Nicola A. Spaldin, née le 3 janvier 1969, est une professeure en science des matériaux. Elle enseigne et dirige ses recherches à l'École polytechnique fédérale de Zurich. Elle est connue pour ses recherches pionnières sur le multiferroïsme qui lui ont valu le prix L'Oréal-Unesco pour les femmes et la science en 2017.

## Biographie
Elle est  directrice du département théorie des matériaux à l’École Polytechnique fédérale de Zurich. Ses travaux portent sur les matériaux multiferroïques, des matériaux à la fois ferromagnétiques et ferroélectriques. Leur application est la miniaturisation des appareils électroniques pour une moindre énergie.
Elle est membre de la société américaine de physique depuis 2008 et de l'association américaine pour l'avancement des sciences depuis 2013. Elle est lauréate du prix L'Oréal-Unesco pour les femmes et la science en 2017 pour son travail pluridisciplinaire avant-gardiste de prédiction, de description et de création de nouveaux matériaux aux propriétés magnétiques et ferroélectriques commutables.

## Publication
- (en) Spaldin, Nicola A. . Magnetic materials : fundamentals and device applications, Cambridge University Press, Cambridge, (2003)  (ISBN 9780521016582).